# Estabilidad política
La estabilidad política es una la capacidad de un sistema político de operar de forma fluida y funcional y de perdurar en el tiempo sin grandes disrupciones. La estabilidad política supone un estado de tranquilidad, organización y continuidad sostenida en el ámbito político. Se caracteriza por unas instituciones y políticas consistentes, así como un compromiso por mantener el imperio de la ley.
Las sociedades con estabilidad políticas tienen una menor probabilidad de experimentar grandes agitaciones políticas, disturbios civiles o cambios repentinos de gobierno. La estabilidad política es esencial para el desarrollo, el crecimiento económico y la cohesión social de una nación. Permite la planificación, la inversión y la prosperidad a largo plazo, ya que las empresas y los ciudadanos pueden confiar en una gobernanza y unas políticas coherentes. 